# HD225573
HD225573 — хімічно пекулярна зоря спектрального класу
B5 й має видиму зоряну величину в смузі V приблизно  8,9.

## Пекулярний хімічний склад
Зоряна атмосфера HD225573 має підвищений вміст 
Mn
.